# Seznam představitelů Srbska

Vlajka srbského prezidenta
Poměr stran: 1:1

Toto je seznam nejvyšších představitelů středověkého Srbska, Srbského knížectví, Srbského království, Lidové republiky Srbsko, Socialistické republiky Srbsko a Republiky Srbsko.

## Středověk
- Panovníci Rašky
  - Višeslav
  - Radoslav
  - Prosigoj
  - Vlastimír (839 – 842)
  - Mutimír (860 – 891)
  - Pribislav (891 – 892)
  - Petr Gojniković (892 – 917)
  - Pavel Baranović (917 – 920)
  - Zacharias Pribislavović (920 – 924)
  - Časlav Klonimírović (927 – 950)
- Panovníci Zety (Duklji)
  - Jan Vladimír (do 1016)
  - Štěpán Vojislav (1037 – 1051)
  - Michal (1055 – 1082)
  - Konstantin Bodin (1082 – 1101)

- Panovníci Srbska
  - Vukan (1083 – 1113)
  - Uroš I. (1113 – 1129/1130)
  - Uroš II. (1133 – 1155)
  - Desa (1162/1163 – 1165)
  - Štěpán Tichomír (1165 – 1166)
  - Štěpán Nemanja (1166 – 1196)
  - Štěpán I. Prvověnčaný (1196 – 1227), od 1217 srbský král
  - Štěpán Radoslav (1227 – 1234)
  - Štěpán Vladislav (1234 – 1243)
  - Štěpán Uroš I. (1243 – 1276)
  - Štěpán Dragutin (1276 – 1282)
  - Štěpán Uroš II. Milutin (1282 – 1321)
  - Štěpán Uroš III. Dečanský (1321 – 1331)
  - Štěpán Uroš IV. Dušan (1331 – 1355), od 1345 srbský car
  - Štěpán Uroš V. (1355 – 1371)
  - Vukašín (1366 – 1371), vzdorokrál
  - Lazar Hrebeljanović (1371 – 1389)
  - Stefan Lazarević (1389 – 1427)
  - Đurađ Branković (1427 – 1456)
  - Lazar II. Branković (1456 – 1458)
  - Stefan Branković (1458 – 1459)
  - Štěpán Tomašević (1459)
- Titulární srbští despotové
  - Vuk Grgurević Branković (1471 – 1485)
  - Đorđe Branković (1486 – 1497)
  - Jovan Branković (1493 – 1502)
  - Ivaniš Berislavić (1504 – 1514)
  - Stjepan Berislavić (1520 – 1535)
  - Radič Božić (1527 – 1528)
  - Pavle Bakić (1537)
- Druhá srbská říše a Sremské vévodství (1526–1532)
  - Jovan Nenad (1526 – 1527)
  - Radoslav Čelnik (1527 – 1532)

## Srbská knížata (1804 - 1882)
- Karađorđe Petrović (1804 – 1813), oficiálně vrchní vůdce Kara-Djordje Petrovic.jpg
- Miloš Obrenović (1815 – 1839)
- Milan Obrenović (1839)
  - Regentská rada (1839 – (1840) za nemocného Milana Obrenoviće:
    - Jevrem Obrenović
    - Toma Vučić-Perišić
    - Avram Petronijević
- Michal Obrenović (1840 – 1842)
- Alexandr Karađorđević (1842 – 1858) PrinceAlexander I w.jpg
- Miloš Obrenović (1858 – 1860), podruhé
- Michal Obrenović (1860 – 1868), podruhé
- Milan Obrenović (1868 – 1889), od 1882 jako král srbský
  - Regentská rada (1868 – 1872) za neplnoletého Milana Obrenoviće:
    - Milivoje Petrović Blaznavac
    - Jovan Ristić
      - Jovan Gavrilović

## Králové (1882-1918)

### Obrenovićové
| obrázek | jméno       | život       | období vlády | rodiče                                     | poznámky                                                                       |
| ------- | ----------- | ----------- | ------------ | ------------------------------------------ | ------------------------------------------------------------------------------ |
|         | Milan I.    | 1854 – 1901 | 1882 – 1889  | Miloš Jevremović Obrenović Marie Obrenović | kníže 1868 až 1882                                                             |
|         | Alexandr I. | 1876 – 1903 | 1889 – 1903  | Milan Obrenović Natálie Obrenović          | 1889 až 1893 Regentská rada - Jovan Ristić - Kosta Protić - Jovan Belimarković |

### Karađorđevićové
| obrázek | jméno   | život       | období vlády | rodiče                                  | poznámky                                          |
| ------- | ------- | ----------- | ------------ | --------------------------------------- | ------------------------------------------------- |
|         | Petr I. | 1844 – 1921 | 1903 – 1918  | Alexandr Karađorđević Persida Nenadović | od 1918 král Království Srbů, Chorvatů a Slovinců |

## Srbsko v Jugoslávii (1918 - 2006)

### Karađorđevićové
| obrázek | jméno       | život     | období vlády | rodiče                                  | poznámky                                          |
| ------- | ----------- | --------- | ------------ | --------------------------------------- | ------------------------------------------------- |
|         | Petr I.     | 1844-1921 | 1918–1921    | Alexandr Karađorđević Persida Nenadović | od roku 1903 srbský král                          |
|         | Alexandr I. | 1888-1934 | 1921–1934    | Petr I. Zorka Černohorská               | od roku 1929 král Jugoslávie, roku 1934 zavražděn |
|         | Petr II.    | 1923-1970 | 1934–1941/45 | Alexandr I. Marie Rumunská              | 1934 až 1941 vládne jako regent strýc Pavel       |

- Předseda Protifašistického shromáždění národního osvobození (1944-1944)
  - Siniša Stanković (1943-1944)
- Předseda Předsednictva Lidového shromáždění (1945-1953)
  - Siniša Stanković (1945-1953)
- Předsedové Lidového shromáždění Lidové republiky Srbsko (1953-1963) a Shromáždění Socialistické republiky Srbsko (1963-1974)
  - Petar Stambolić (1953-1957)
  - Jovan Veselinov (1957-1963)
  - Dušan Petrović (1963-1967)
  - Miloš Minić (1967-1969)
  - Dragoslav Marković (1969-1974)
  - Živan Vasiljević (1974)
- Předsedové Předsednictva Socialistické republiky Srbsko (1974–1991)
  - Dragoslav Marković (1974-1978)
  - Dobrivoje Vidić (1978-1982)
  - Nikola Ljubičić (1982-1984)
  - Dušan Čkrebić (1984-1985)
  - Ivan Stambolić (1985-1987)
  - Petar Gračanin (1987-1989)
  - Ljubiša Igić (1989) úřadující
  - Slobodan Milošević (1989-1991)
- Prezidenti Srbska v rámci Jugoslávie (1991-2006)
  - Slobodan Milošević (1991-1997)
  - Dragan Tomić (1997), úřadující
  - Milan Milutinović (1997-2002)
  - Nataša Mićić (2002-2004), úřadující
  - Dragan Maršićanin (2004), úřadující
  - Vojislav Mihailović (2004), úřadující
  - Predrag Marković (2004), úřadující
  - Boris Tadić (2004)

## Srbsko (od 2006)
- Prezidenti Srbska (od roku 2006)
  - Boris Tadić (2004–2012)
  - Slavica Djukićová Dejanovićová (od dubna do května 2012)
  - Tomislav Nikolić (2012 – 2017)
  - Aleksandar Vučić (od 2017)